# Palar
Palar is een bestuurslaag in het regentschap Klaten van de provincie Midden-Java, Indonesië. Palar telt 3454 inwoners (volkstelling 2010).